# Trzeci gabinet Roberta Menziesa
Trzeci gabinet Roberta Menziesa (ang. Third Menzies Ministry) – dwudziesty ósmy gabinet federalny Australii, urzędujący od 28 października 1940 do 28 sierpnia 1941. Był gabinetem koalicyjnym, tworzonym przez Partię Zjednoczonej Australii (UAP) oraz Partię Wiejską (CP). 

## Powołanie i dymisja
Gabinet powstał w następstwie wyborów w 1940, w których ani rządząca dotąd koalicja UAP-CP ani też opozycyjna Australijska Partia Pracy (ALP) nie uzyskały większości w Izbie Reprezentantów. W efekcie o tym, kto będzie sprawował władzę, zadecydowali dwaj deputowani niezależni. Początkowo poparli oni koalicję, dzięki czemu premier Robert Menzies mógł powołać swój kolejny gabinet. 
W 1941 Menzies spędził kilka miesięcy za granicą, gdzie brał udział w konsultacjach dotyczących biegu II wojny światowej. W czasie tej nieobecności poparcie dla niego zaczęło gwałtownie spadać, co zmusiło go do dymisji z funkcji lidera UAP, a także szefa rządu. Nowym przywódcą UAP został były premier, 78-letni wówczas Billy Hughes, który jednakże nie był już na siłach, aby kierować gabinetem w czasie wojny. W efekcie szefem rządu został lider Partii Wiejskiej Arthur Fadden, który 28 sierpnia 1941 powołał swój gabinet. 

## Skład
| stanowisko                                                      | członek gabinetu  | partia | od                   | do               |
| --------------------------------------------------------------- | ----------------- | ------ | -------------------- | ---------------- |
| premier                                                         | Robert Menzies    | UAP    | 28 października 1940 | 28 sierpnia 1941 |
| minister ds. koordynacji obronnej                               | Robert Menzies    | UAP    | 28 października 1940 | 28 sierpnia 1941 |
| minister informacji                                             | Robert Menzies    | UAP    | 28 października 1940 | 13 grudnia 1940  |
| minister informacji                                             | Harry Foll        | UAP    | 13 grudnia 1940      | 28 sierpnia 1941 |
| minister skarbu                                                 | Arthur Fadden     | CP     | 28 października 1940 | 28 sierpnia 1941 |
| prokurator generalny                                            | Billy Hughes      | UAP    | 28 października 1940 | 28 sierpnia 1941 |
| minister marynarki wojennej                                     | Billy Hughes      | UAP    | 28 października 1940 | 28 sierpnia 1941 |
| wiceprzewodniczący Federalnej Rady Wykonawczej                  | George McLeay     | UAP    | 28 października 1940 | 28 sierpnia 1941 |
| minister poczty                                                 | George McLeay     | UAP    | 28 października 1940 | 26 czerwca 1941  |
| minister poczty                                                 | Thomas Collins    | CP     | 26 czerwca 1941      | 28 sierpnia 1941 |
| minister ds. repatriacji                                        | George McLeay     | UAP    | 28 października 1940 | 26 czerwca 1941  |
| minister ds. repatriacji                                        | Herbert Collett   | UAP    | 26 czerwca 1941      | 28 sierpnia 1941 |
| minister spraw zagranicznych                                    | Frederick Stewart | UAP    | 28 października 1940 | 28 sierpnia 1941 |
| minister zdrowia                                                | Frederick Stewart | UAP    | 28 października 1940 | 28 sierpnia 1941 |
| minister służb społecznych                                      | Frederick Stewart | UAP    | 28 października 1940 | 28 sierpnia 1941 |
| minister spraw wewnętrznych                                     | Harry Foll        | UAP    | 28 października 1940 | 28 sierpnia 1941 |
| minister zaopatrzenia i rozwoju                                 | Philip McBride    | UAP    | 28 października 1940 | 26 czerwca 1941  |
| minister zaopatrzenia i rozwoju                                 | George McLeay     | UAP    | 26 czerwca 1941      | 28 sierpnia 1941 |
| minister ds. uzbrojenia                                         | Phillip McBride   | UAP    | 28 października 1940 | 28 sierpnia 1941 |
| minister wojsk lądowych                                         | Percy Spender     | UAP    | 28 października 1940 | 28 sierpnia 1941 |
| minister sił powietrznych                                       | John McEwen       | CP     | 28 października 1940 | 28 sierpnia 1941 |
| minister lotnictwa cywilnego                                    | John McEwen       | CP     | 28 października 1940 | 28 sierpnia 1941 |
| minister handlu i ceł                                           | Eric Harrison     | UAP    | 28 października 1940 | 28 sierpnia 1941 |
| minister pracy i służby zasadniczej                             | Harold Holt       | UAP    | 28 października 1940 | 28 sierpnia 1941 |
| minister badań naukowych i przemysłowych                        | Harold Holt       | UAP    | 28 października 1940 | 28 sierpnia 1941 |
| minister gospodarki                                             | Earle Page        | CP     | 28 października 1940 | 28 sierpnia 1941 |
| minister produkcji lotniczej                                    | John Leckie       | UAP    | 26 czerwca 1941      | 28 sierpnia 1941 |
| minister bezpieczeństwa wewnętrznego                            | Joe Abbott        | CP     | 26 czerwca 1941      | 28 sierpnia 1941 |
| minister transportu                                             | Larry Anthony     | CP     | 26 czerwca 1941      | 28 sierpnia 1941 |
| minister ds. terytoriów zewnętrznych                            | Allan MacDonald   | UAP    | 26 czerwca 1941      | 28 sierpnia 1941 |
| minister ds. wojennej organizacji przemysłu                     | Eric Spooner      | UAP    | 26 czerwca 1941      | 28 sierpnia 1941 |
| minister bez teki zarządzający programem mieszkań dla weteranów | Herbert Collett   | UAP    | 28 października 1940 | 26 czerwca 1941  |
| minister bez teki                                               | John Leckie       | UAP    | 28 października 1940 | 26 czerwca 1941  |